# Allstedt
Allstedt est une ville située dans la partie centrale de l’Allemagne, sur les bords de la rivière Helme, elle-même affluent de la rivière Unstrut.
Elle fait partie de l’arrondissement de Mansfeld-Harz-du-Sud, dans le Land de Saxe-Anhalt.

## Présentation
Mentionnée pour la première fois en 771 sous le nom d’« Altsedi », la ville devient résidence du roi de Francie-Orientale Henri Ier, puis résidence impériale sous le règne de son fils Otton Ier, premier empereur du Saint-Empire romain germanique.
Parmi les monuments constituant le patrimoine architectural de la cité figure notamment le château d'Allstedt.
Thomas Müntzer y fut en 1523 pasteur de l'église Saint-Jean.